# IAAF World Athletics Final 2008
IAAF World Athletics Final 2008 ägde rum i Stuttgart helgen den 13 - 14 september 2008 och avslutade friidrottsåret 2008. De deltagare som under året samlat ihop flesta poäng i de tävlingar som IAAF anordnade fick delta i varje gren. Under tävlingarna slogs ett världsrekord då Barbora Špotáková kastade 72,28 i spjut.

## Resultat damer
| Gren              | 1:a                        | Resultat   | 2:a                               | Resultat | 3:a                            | Resultat |
| ----------------- | -------------------------- | ---------- | --------------------------------- | -------- | ------------------------------ | -------- |
| 100 meter         | Shelly-Ann Fraser Jamaica  | 10,94      | Kerron Stewart Jamaica            | 11,06    | Marshevet Hooker USA           | 11,06    |
| 200 meter         | Sanya Richards USA         | 22,50      | Marshevet Hooker USA              | 22,69    | Kerron Stewart Jamaica         | 22,72    |
| 400 meter         | Sanya Richards USA         | 50,41      | Christine Ohuruogu Storbritannien | 50,83    | Novlene Williams Jamaica       | 51,30    |
| 800 meter         | Pamela Jelimo Kenya        | 1.56,23 CR | Janeth Jepkosgei Kenya            | 1.58,41  | Marilyn Okoro Storbritannien   | 1.58,64  |
| 1 500 meter       | Maryam Yusuf Jamal Bahrain | 4.06,59    | Gelete Burka Etiopien             | 4.07,45  | Irina Lishchynska Ukraina      | 4.07,65  |
| 3 000 meter       | Meseret Defar Etiopien     | 8.43,60    | Vivian Cheruiyot Kenya            | 8.44,64  | Jane Kiptoo Kenya              | 8.47,65  |
| 5 000 meter       | Meseret Defar Etiopien     | 14.53,82   | Vivian Cheruiyot Kenya            | 14.54,60 | Meselech Melkamu Etiopien      | 14.58,76 |
| 100 meter häck    | Josephine Onyia Spanien    | 12,54      | LoLo Jones USA                    | 12,56    | Delloreen Ennis-London Jamaica | 12,56    |
| 400 meter häck    | Melaine Walker Jamaica     | 54,06      | Anastasija Rabchenyuk Ukraina     | 54,92    | Tiffany Williams USA           | 55,16    |
| 3000 meter hinder | Gulnara Galkina Ryssland   | 9.21,73CR  | Eunice Jepkorir Kenya             | 9.24,03  | Ruth Bisibori Nyangau Kenya    | 9.24,38  |
| Höjdhopp          | Blanka Vlašić Kroatien     | 2,01 CR    | Anna Chicherova Ryssland          | 1,99     | Tia Hellebaut Belgien          | 1,97     |
| Stavhopp          | Silke Spiegelburg Tyskland | 4,70       | Svetlana Feofanova Ryssland       | 4,70     | Monika Pyrek Polen             | 4,70     |
| Längdhopp         | Naide Gomes Portugal       | 6,71       | Ksenija Balta Estland             | 6,65     | Tatjana Lebedeva Ryssland      | 6,64     |
| Tresteg           | Anna Pjatych Ryssland      | 14,78      | Tatjana Lebedeva Ryssland         | 14,63    | Marija Šestak Slovenien        | 14,63    |
| Kula              | Valerie Vili Nya Zeeland   | 19,69      | Nadine Kleinert Tyskland          | 19,42    | Misleydis González Kuba        | 18,55    |
| Diskus            | Yarelis Barrios Kuba       | 64,88      | Nicoleta Grasu Rumänien           | 62,48    | Stephanie Brown-Trafton USA    | 62,23    |
| Slägga            | Yipsi Moreno Kuba          | 74,09      | Martina Hrasnová Slovakien        | 71,40    | Anita Wlodarczyk Polen         | 70,97    |
| Spjutkastning     | Barbora Špotáková Tjeckien | 72,28 WR   | Christina Obergföll Tyskland      | 63,28    | Steffi Nerius Tyskland         | 62,78    |

## Resultat herrar
| Gren               | 1:a                         | Resultat   | 2:a                                 | Resultat | 3:a                                      | Resultat |
| ------------------ | --------------------------- | ---------- | ----------------------------------- | -------- | ---------------------------------------- | -------- |
| 100 m              | Asafa Powell Jamaica        | 9.87       | Nesta Carter Jamaica                | 10.07    | Michael Frater Jamaica                   | 10.10    |
| 200 m              | Stéphane Buckland Mauritius | 20,57      | Paul Hession Irland                 | 20,58    | Brendan Christian Antigua och Barbuda    | 20,61    |
| 400 meter          | LaShawn Merritt USA         | 44.50      | Jeremy Wariner USA                  | 44.51    | Christopher Brown Bahamas                | 45.36    |
| 800 meter          | Alfred Kirwa Yego Kenya     | 1.49,05    | Abraham Chepkirwok Uganda           | 1.49,22  | Yusuf Saad Kamel Bahrain                 | 1.49,40  |
| 1 500 meter        | Haron Keitany Kenya         | 3.37,92    | Asbel Kipruto Kiprop Kenya          | 3.37,93  | Nicholas Willis Nya Zeeland              | 3.38,22  |
| 3000 meter         | Bernard Lagat USA           | 8:02.97 SB | Edwin Cheruiyot Soi Kenya           | 8:03.55  | Matthew Tegenkamp USA                    | 8:03.56  |
| 5 000 meter        | Edwin Cheruiyot Soi Kenya   | 13.22,81   | Moses Ndiema Kipsiro Uganda         | 13.23,02 | Micah Kogo Kenya                         | 13.23,37 |
| 3 000 meter hinder | Paul Kipsiele Koech Kenya   | 8.05,35    | Ezekiel Kemboi Kenya                | 8.15,32  | Richard Kipkemboi Mateelong Kenya        | 8.16,05  |
| 110 meter häck     | David Oliver USA            | 13,22      | Petr Svoboda Tjeckien               | 13,33    | Ryan Wilson USA                          | 13,54    |
| 400m häck          | Kerron Clement USA          | 48.96      | Danny McFarlane Jamaica             | 49.00    | Isa Phillips Jamaica                     | 49.22    |
| Höjdhopp           | Andrey Silnov Ryssland      | 2.35 CR    | Stefan Holm Sverige                 | 2.33     | Jesse Williams USA                       | 2.29     |
| Stavhopp           | Derek Miles USA             | 5,80       | Brad Walker USA                     | 5,70     | Maksim Mazuryk Ukraina                   | 5,60     |
| Längdhopp          | Fabrice Lapierre Australien | 8,14       | Hussein Taher Al-Sabee Saudiarabien | 8,13     | Mohamed Salman Al Khuwalidi Saudiarabien | 8,04     |
| Tresteg            | Nelson Évora Portugal       | 17.24      | Jadel Gregório Brasilien            | 17.09    | Randy Lewis Grenada                      | 17.01    |
| Kula               | Tomasz Majewski Polen       | 20.88      | Christian Cantwell USA              | 20.73    | Daniel Taylor USA                        | 20.38    |
| Diskus             | Gerd Kanter Estland         | 68.38      | Piotr Malachowski Polen             | 66.07    | Robert Harting Tyskland                  | 65.76    |
| Slägga             | Primož Kozmus Slovenien     | 79,99      | Krisztián Pars Ungern               | 79,37    | Koji Murofushi Japan                     | 78,99    |
| Spjut              | Vadims Vasilevskis Lettland | 86,65      | Andreas Thorkildsen Norge           | 83,77    | Tero Pitkämäki Finland                   | 81,64    |